# Oleške peščine
Oleške peščine (ukrajinsko Олешківські піски, latinizirano: Oleškivs'ki pisky) je ime polpuščave v Hersonski oblasti v Ukrajini, ki se razprostira severno od Črnega morja na levem bregu reke Dneper. Sestojijo iz sipin, lokalno poimenovane tudi kučugurije, ki so visoke do pet metrov in redke vegetacije.

## Ime
Ime peščin izvira iz naselja Olešje. ki je bilo prvič omenjeno v 11. stoletju. Po mnenju arheologov so na tem območju rastli listnati gozdovi (hrast, javor, gaber, lipa, trepetlika, breza) iz katerih izvira ime naselja. Od leta 1928 do 2016 se je mesto imenovalo Cjurupinske (po Oleksandru Cjurpi (1870–1928)), zato se v nekaterih delih v tem času pojavi tudi ime Cjurpinske peščine.

## Izvor
V spodnjem toku Dnepra se je na visoki poplavni terasi v ledeni dobi nabral pesek; v moderni geološki dobi postglacialnega obdobja so bile eolske usedline fiksirane s pokrovom stepske vegetacije. Po besedah znanstvenika za tla P. A. Kostičeva, ki je preučeval peščine v 1880-ih, je bil ta masiv popolnoma pokrit z rastlinjem, ponekod z drevesi, največ sto let pred tistim časom. Journal of Generally Useful Information za leto 1837 navaja, da je površina gozdov na peščinah spodnjega Dnepra, ki je leta 1802 znašala več kot 5000 hektarjev, do leta 1832 padla skoraj na nič.
Ena izmed teorij je, da so količino vegetacije zmanjšale črede ovac, ki jih je tja uvedel Friedrich-Jacob Eduardovič Falz-Fein, ki je pesek, prej prekrit s plevelom, uporabljal kot pašnik. Velike črede ovac, ki so se pasle v stepi, so popolnoma uničile travno vegetacijo, vetrna erozija pa je raznašala pesek. Da bi preprečili nadaljnje širjenje, so v dvajsetih letih 20. stoletja okrog polpuščave zasadili borov, jelkov in akacijev gozd, ki zdaj pokriva površino več kot 1000 km².
23. februarja 2010 je območje postalo narodni park Oleške peščine.

## Geografija
Oleške peščine je v rajonu Herson v Hersonski oblasti 30 km vzhodno od mesta Herson. Pred rusko priključitvijo Krimskega kanata konec 18. stoletja je ozemlje pripadalo nomadskemu ljudstvu Nogajem, zlasti hordi Djambuilut. Podrobnih zgodovinskih podatkov o regiji ni ohranjenih.
Oleške peščine ne predstavljajo neprekinjenega masiva; sestavljene so iz sedmih delov – aren:
- Kahovski (na zahodu meji na mesto Nova Kahovka),
- Kozačilagerski (južno od vasi Kozači Lageri),
- Oleški (z južne strani meji na mesto Oleški),
- Vinogradovska (s severa meji na vas Vinogradove),
- Čulakivski (severno meji na vas Čulakivka),
- Ivanivski (s severa meji na vas Ivanivka),
- Kinburnski (zaseda polotok Kinburn).

Skupna velikost ozemlja peščin je do 35-40 km v smeri sever-jug in do 150 km v smeri zahod-vzhod vzdolž levega brega in izliva Dnepra.
Najbližje naseljeno naselje je oddaljeno sedem kilometrov. V času Sovjetske zveze je bilo območje uporabljeno kot vojaško vadišče za pilote držav članic Varšavskega pakta. Še danes obstaja možnost, da bi našli kakšno neeksplodirano ubojno sredstvo zato so velika območja zaprta.
Leta 2017 so Oleške peščine zopet bile prizorišče vojaških vaj v sklopu usposabljanja ukrajinskih kopenskih sil med »Neomajna trdnost-2017«.

## Okolje
Zaradi temperature in količine padavin območje včasih opisujejo kot polpuščavo. Oleške peščine so široe približno 15 kilometrov in so obdae z gostim gozdom, posajenim, da prepreči širjenje sipin. Zaradi svoje gostote gozd pogosto zagori. Čeprav so Oleške peščine razmeroma majhna peščena stepa, se pojavljajo peščene nevihte. Pojavijo se zaradi telo drobnega peska, ki ga veter zlahka dvigne. Intenzivnost peščenih neviht je precej šibka. Pod peskom, na globini približno 35 metrov, je podzemno jezero, ki je bistveni del lokalnega okolja.

## V popularni kulturi
Sovjetski filmski ustvarjalci iz filmskega studia Gorki so na Oleških peščinah posneli puščavske prizore za pravljico Borisa Ricareva Aladinova čarobna svetilka (1966), čeprav je bil film večinoma posnet na Krimu.
Septembra 2021 je v narodnem parku Oleške peščine na ozemlju masiva potekal festival sodobne umetnosti Dream GOGOLFEST, katerega glavni dogodek je bil nočni nastop ob glasbi DakhaBrakha v slogu etno-kaosa (tako člani skupine imenujejo svojo režijo). Poslušalci, sedeči med sipinami, so bili hkrati gledalci svetlobne predstave. Predstava z naslovom »30 od 40«, posvečena 30. obletnici neodvisnosti Ukrajine, po zamisli režiserja Vladislava Troickega temelji na ponovnem premisleku potepanja svetopisemskega Mojzesa, na katerega namiguje že naslov predstave. Zato je lokalna puščavska pokrajina postala idealen oder za predstavo.